# مینیاتور شمشادی گوتیک

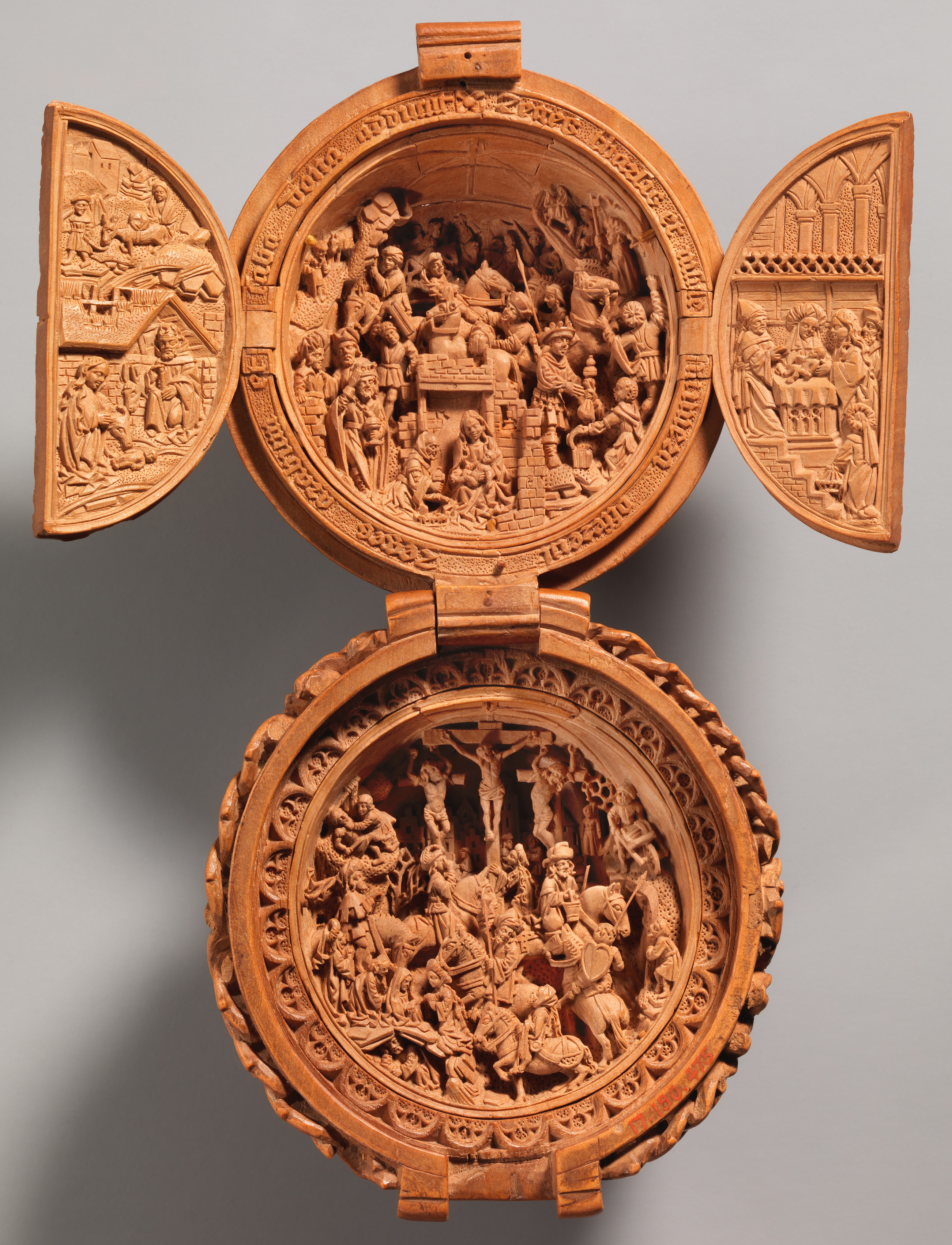
اندازه این اثر از بالا تا پایین در حالت باز ۱۱/۲ سانتی متر است.

مینیاتورهای شمشادی گوتیک (انگلیسی: Gothic boxwood miniature) مجسمه‌های کوچک و نفیسی هستند که در اواخر قرون وسطی، به‌ویژه در قرن‌های ۱۴ و ۱۵ پدیدار شدند. این کنده کاری‌های پیچیده که اغلب از چوب شمشاد، چوبی متراکم و ریزدانه ساخته می‌شوند، به‌دلیل مهارت دقیق و اهمیت هنری خود مورد تحسین قرار می‌گیرند. آنها به‌عنوان نمونه قابل توجهی از روندهای هنری دوره گوتیک هستند که با تأکید بر عمودی بودن، نور و جزئیات پیچیده مشخص می‌شدند.
شمشاد، به‌دلیل بافت صاف و توانایی در نگه داشتن جزئیات ظریف شناخته شده است، ماده مورد علاقه صنعتگران بود. استفاده از چوب شمشاد برای کنده‌کاری‌های مینیاتوری را می‌توان به دوره گوتیک در اروپا، به‌ویژه در مناطقی مانند آلمان، فرانسه و هلند ردیابی کرد. این مینیاتورها اغلب برای مقاصد عبادی خلق می‌شدند و به‌عنوان محراب شخصی در هنگام دعا استفاده می‌شدند. آنها به‌گونه‌ای طراحی شده بودند که قابل حمل باشند و به افراد این امکان را می‌دادند که هر جا که می‌روند ایمان خود را با خود حمل کنند.

## ویژگی‌ها و تکنیک‌های هنری

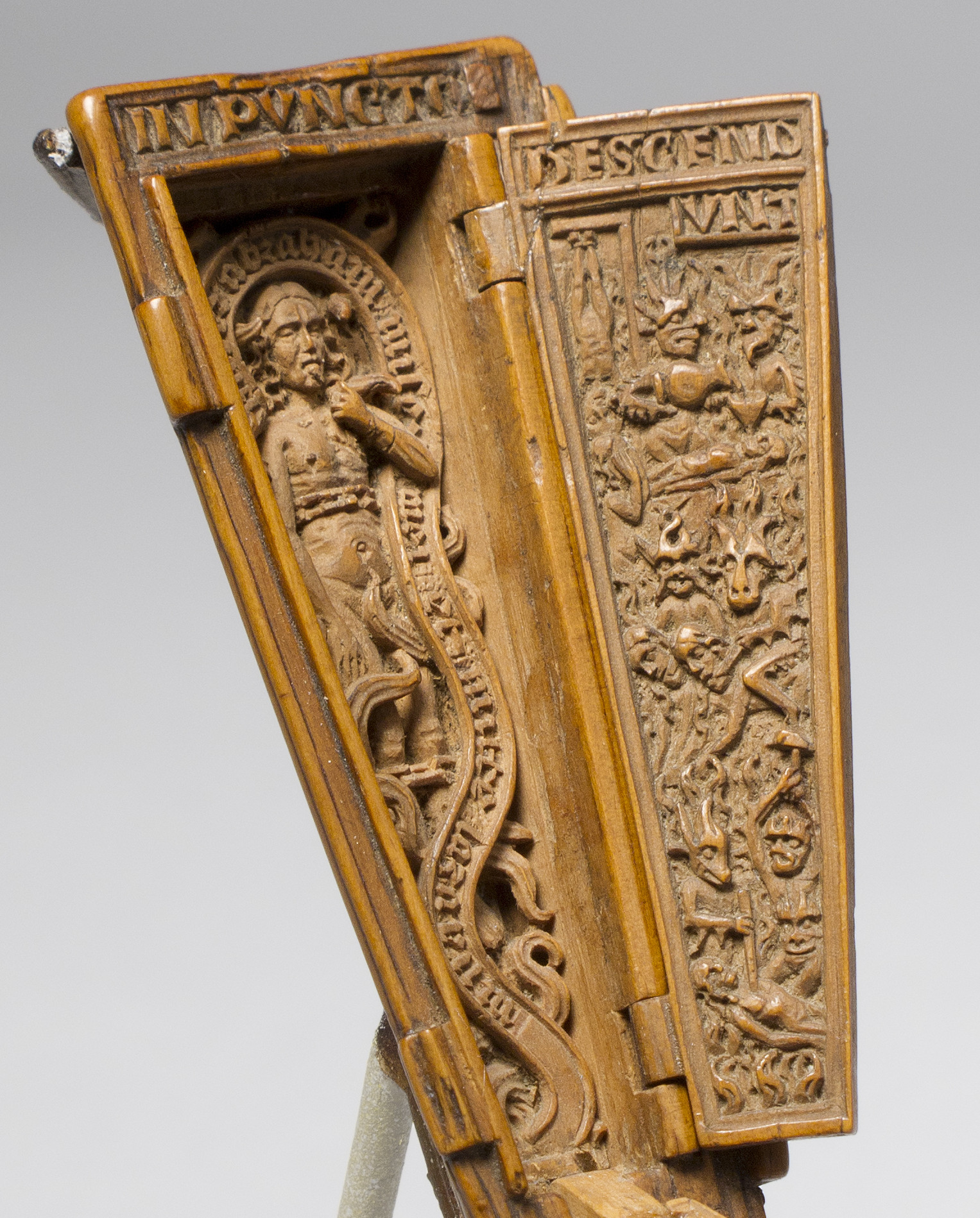
نام اثر تابوت اوایل قرن ۱۶- ارتفاع: ۱۰٫۱ سانتی‌متر (۴٫۰ اینچ)

مینیاتورهای شمشاد گوتیک به دلیل طرح‌های پیچیده و توجه دقیق به جزئیات مشهور هستند. هنرمندان اغلب صحنه‌های مذهبی، قدیسان، و روایت‌های کتاب مقدس را به تصویر می‌کشند و جوهر سبک گوتیک را به تصویر می‌کشند. فیگورها معمولاً کشیده، با حالت‌های برازنده و چهره‌های رسا هستند که عمق روحی و عاطفی سوژه‌ها را منعکس می‌کنند.
فرایند کنده کاری نیاز به مهارت و صبر زیادی داشت. صنعتگران با یک بلوک جامد از شمشاد شروع می‌کردند و قبل از شروع به کنده کاری طرح خود را با دقت برنامه‌ریزی می‌کردند. آنها از ابزارهای مختلفی از جمله اسکنه و چاقو برای ایجاد ویژگی‌های ظریف و الگوهای پیچیده استفاده می‌کردند. قطعات نهایی اغلب تا سطح صاف صیقلی می‌شدند و زیبایی طبیعی چوب را افزایش می‌دادند.

## نمادگرایی و مضامین
بسیاری از مینیاتورهای شمشاد گوتیک با نمادگرایی غنی آغشته شده‌اند. مضامین مذهبی با صحنه‌هایی که مریم مقدس، مسیح و قدیسین مختلف را به تصویر می‌کشند، بر موضوع غالب است. این مینیاتورها نه تنها به عنوان بیان هنری، بلکه به عنوان ابزاری برای مراقبه و دعا نیز عمل می‌کردند. آنها اغلب در عبادت خصوصی مورد استفاده قرار می‌گرفتند و به افراد اجازه می‌دادند با ایمان خود در سطح شخصی ارتباط برقرار کنند. علاوه بر مضامین مذهبی، برخی از مینیاتورها نیز زندگی روزمره را به تصویر می‌کشیدند و آداب و رسوم و لباس‌های آن زمان را به نمایش می‌گذاشتند. این دوگانگی موضوع بینش‌های ارزشمندی را در مورد فرهنگ و جامعه دوره گوتیک ارائه می‌دهد و این مینیاتورها را به آثار تاریخی مهم تبدیل می‌کند.

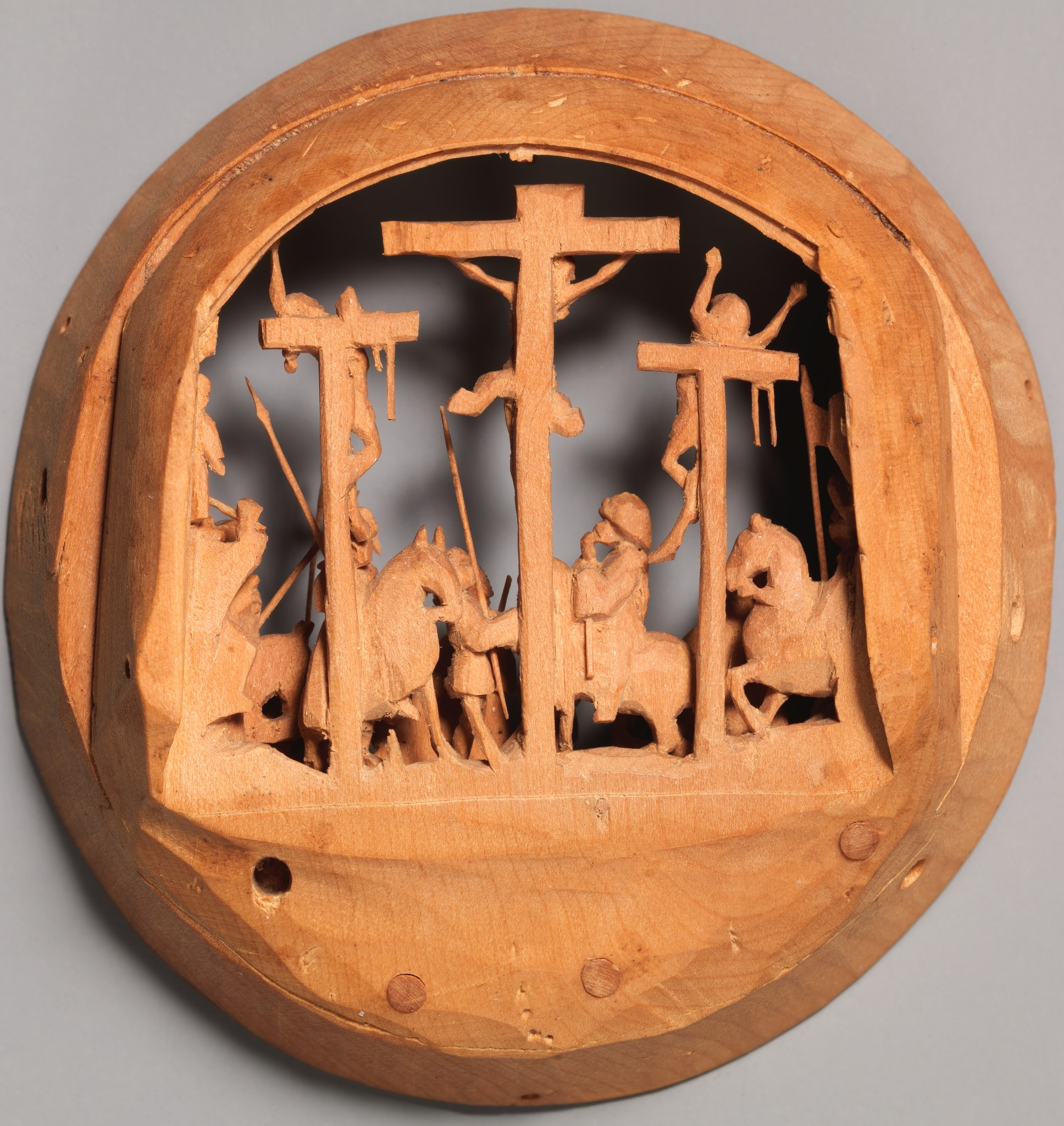
متعلق به اوایل قرن ۱۶ - ارتفاع: ۵٫۷ سانتی‌متر

## اهمیت فرهنگی
اهمیت فرهنگی مینیاتورهای شمشاد گوتیک فراتر از ارزش هنری آنها است. آنها باورها و اعمال معنوی آن زمان را منعکس می‌کنند و نگاهی اجمالی به زندگی افراد در اواخر قرون وسطی ارائه می‌دهند. آنها به عنوان اشیاء قابل حمل از خودگذشتگی، نقش مهمی در سفرهای ایمانی شخصی بسیاری از مردم داشتند.
علاوه بر این، این مینیاتورها نمونه‌های مهمی از صنعت و هنر به حساب می‌آیند. آنها مهارت‌های صنعتگرانی را برجسته می‌کنند که زندگی خود را وقف خلق اشیاء زیبا کرده‌اند که روح انسان را ارتقا می‌بخشد. امروزه، مینیاتورهای شمشاد گوتیک به شدت مورد توجه مجموعه‌داران و موزه‌ها قرار می‌گیرند و به عنوان شاهدی بر میراث ماندگار هنر گوتیک هستند.

## حفظ و میراث
حفظ مینیاتورهای شمشاد گوتیک برای حفظ ارزش تاریخی و هنری آنها ضروری است. بسیاری از این قطعات در موزه‌ها و مجموعه‌های سرتاسر جهان نگهداری می‌شوند و برای جلوگیری از خراب شدن آن‌ها به دقت مراقبت می‌شوند. تلاش‌های حفاظتی بر محافظت از چوب در برابر عوامل محیطی مانند نور، رطوبت و نوسانات دما متمرکز است.
میراث مینیاتورهای شمشاد گوتیک همچنان الهام بخش هنرمندان و صنعتگران معاصر است. طرح‌های پیچیده و مضامین معنوی آنها با مخاطبان مدرن طنین انداز می‌شود و ما را به یاد سنت‌های هنری غنی گذشته می‌اندازد. با کاوش در دنیای هنر گوتیک، این مینیاتورها به عنوان نمونه‌های قابل توجهی از خلاقیت، فداکاری، و صنعتگری برجسته می‌شوند.
در نتیجه، مینیاتورهای شمشاد گوتیک فقط اشیای زیبا نیستند. آنها دریچه‌هایی به دوران گذشته هستند که ارزش‌های هنری، فرهنگی و معنوی اواخر قرون وسطی را منعکس می‌کنند. جزئیات پیچیده و نمادگرایی غنی آنها را به موضوعی جذاب برای مطالعه و قدردانی تبدیل می‌کند و جایگاه آنها را در تاریخ هنر برای نسل‌های آینده تضمین می‌کند.

## مطالعه و مشاهده
مشاهده اشیاء در این مقیاس با چشم غیرمسلح دشوار است و حتی زمانی که در دست گرفته می‌شود، سطح واقعی پیچیدگی به راحتی قابل تشخیص نیست.
فن آوری تصویربرداری مدرن مطالعه اشیاء را از اواخر قرن بیستم تا حد زیادی بهبود بخشیده است، از جمله استفاده از اشعه ایکس. اسکن میکرو سی‌تی، با استفاده از فناوری مشابه اسکن پزشکی، امکان ثبت هزاران تصویر را فراهم می‌کند که سپس می‌توان آن‌ها را در یک مدل سه‌بعدی مونتاژ کرد.